# روبرتو ریولینو
روبرتو ریولینو (به پرتغالی: Roberto Rivellino) هافبک اهل برزیل است که در شهر سائوپائولو, ایالت سائوپائولو و در تاریخ ۱ ژانویهٔ ۱۹۴۶ به دنیا آمده‌است.
روبرتو ریولینو در تیم‌های فوتبال کورینتیانس ،فلومیننزه، الهلال عربستان سابقهٔ حضور دارد. این بازیکن همچنین در بین سال‌های ۱۹۶۵–۱۹۷۸، ۹۲ بازی برای تیم ملی فوتبال برزیل به میدان رفته‌است